# Austenita

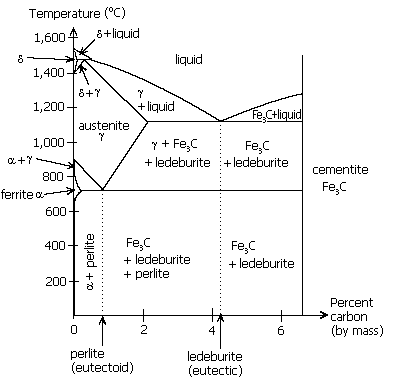
Diagrama de fase de ferro-carbono, mostrando as condições necessárias para se formar suas mais diferentes fases.

A austenita (português brasileiro) ou austenite (português europeu), ou ferro gama (γ-Fe) é uma fase sólida, não magnética, constituída de ferro na estrutura CFC. A fase foi denominada em homenagem a um metalúrgico inglês, sir William Chandler Roberts-Austen (1843-1902). De acordo com o diagrama de fase ferro-carbono ao lado, essa fase geralmente se encontra muito acima da temperatura ambiente, tendo seu mínimo a 912°C (1185K) para o ferro puro e a 727°C (1000K) para o aço carbono eutetóide (perlita). Entretanto, as ligas metálicas influenciam muito na formação dessa fase, podendo esta inclusive ser estável à temperatura ambiente sob a forma de aço austenítico. Os principais elementos de liga que permitem que isso ocorra estão representados no diagrama de Schaeffler.
A austenita é o ponto de partida para vários tratamentos térmicos nas ligas de ferro, pois partindo da  austenita é possível a transformação da liga em vários microconstituintes, como por exemplo a têmpera que consiste na transformação da austenita em martensita por meio de um rápido resfriamento da peça tratada termicamente.
A estrutura austenítica nos aços carbono possui alta difusividade de hidrogênio, o que a torna preferencial na seleção de consumíveis de soldagem quando se busca evitar a trinca por hidrogênio. 

## Fator de empacotamento atômico
1. Fator de empacotamento atômico

O ferro possui a propriedade de transformar-se da estrutura CCC (cúbico de corpo centrado, característica da ferrita-α) para a estrutura CFC (cúbico de face centrada, característica principal da austenita-γ).  A transformação de cúbico de corpo centrado para cúbico de face centrado pode ocorrer a várias temperaturas, temperaturas as quais são determinadas pelos elementos presentes na liga metálica em questão.
Há de ser notado todavia, que isto é válido apenas para o aço. Outras ligas metálicas podem apresentar fases que recebem o nome clássico de austenítica, como por exemplo as ligas com memória de forma mas a estrutura dessas fases normalmente não é cúbica de face centrada.